# 페니 레인 (리버풀)
페니 레인은 잉글랜드 리버풀의 모슬리 힐 교외에 있는 A562번 도로 남쪽에 위치한 거리이다. 이 이름은 이 거리를 둘러싼 지역에도 적용된다. 20세기 동안 이곳은 리버풀의 주요 버스 터미널 중 한 곳이었으며, 1967년 비틀즈가 리버풀에서의 성장을 기리는 노래 "Penny Lane"을 발표하면서 국제적으로 명성을 얻었다.

## 역사
페니 레인은 1700년대 초 지도에 이름 없는 길로 나타나며 1890년대까지 시골길로 남아 있었다. 도시가 확장된 후, 이곳은 여러 노선의 중요한 전차 및 버스 터미널이 되었고, "페니 레인"이라고 표시된 버스는 리버풀 전역에서 흔히 볼 수 있었다. 이 이름은 또한 스미스다운 로드, 스미스다운 플레이스(터미널이 있던 곳), 올러턴 로드와의 교차점 주변 지역에도 사용되며, 올러턴 로드에는 번화한 쇼핑 지역이 포함된다. 이곳은 월튼, 올드 스완 및 시내로 가는 46번 및 99번 버스 노선의 종점이었다. 스미스다운 로드의 교차점에서 다른 쪽 끝으로 가면, 이 거리는 세프턴 파크 근처의 리버풀 대학교 학생 기숙사로 이어진다. 총 길이는 약 800미터이며 경사도는 0.4% 미만이다.
이 거리와 버스 차고지는 1967년 2월에 발매되어 전 세계적으로 1위를 차지한 비틀즈의 노래 "Penny Lane"으로 인해 국제적인 관심을 받게 되었다. 가사에 언급된 소방관과 소방차는 페니 레인 근처의 매더 애비뉴에 있는 소방서이다. 페니 레인의 종점에는 대기실과 화장실이 있는 특별히 지어진 버스 대피소가 있었다. 이 대피소는 노래에서 언급된 "원형 교차로 한가운데의 대피소"인 자체 섬에 위치하고 있다.
1970년대 말, 페니 레인에는 페니 레인 레코드와 하퍼스 비자르(현재는 페니 레인 와인 바)라는 와인 바가 있었다. 후자는 이전에 월튼, 엔드바인더 박사 및 파트너가 운영하던 의사 진료소였으며, 1980년대에 스미스다운 플레이스로 이전했다. 영국 버스 민영화 이후, 머지사이드 승객 운송국 버스 차고지는 철거되고 쇼핑가, 슈퍼마켓, 술집으로 대체되었다. 1980년대에 버스 대피소는 개인적으로 매입되어 서전트 페퍼스 비스트로로 개조되었다. 이후 문을 닫고 2015년까지 방치되었으며, 식당으로 재개장하기 위한 리노베이션을 거쳤으나 2023년 3월 현재까지 개장하지 않았다.
이 거리는 오랫동안 리버풀을 여행하는 비틀즈 팬들에게 인기 있는 장소였다. 과거에는 페니 레인 도로 표지판이 도로 표지판 도난의 끊임없는 표적이 되어 계속 교체해야 했지만, 시 당국은 포기하고 건물과 벽 측면에 거리 이름을 그리기 시작했다. 이러한 관행은 노래가 발매된 지 40년 후인 2007년에 중단되었고, 도난 방지 기능이 강화된 도로 표지판이 설치되었지만, 일부는 여전히 관광객들에게 도난당한다. 페니 레인 지역은 2000년대 후반부터 유행과 매력이 높아져, 현재는 리버풀의 많은 학생 인구 사이에서 유기농 식품점, 자선 상점, 카페, 바, 비스트로, 테이크아웃 음식점, 술집, 그리고 WHSmith와 같은 전통적인 상점들이 많아 가장 인기 있는 지역 중 하나가 되었다.
2023년 11월 29일, 1976년 취한 학생들이 훔쳐갔던 페니 레인 표지판이 47년 만에 리버풀 시에 반환되어, 반환된 표지판 중 가장 오래된 표지판이 되었다. 이 표지판은 현재 로열 앨버트 독에 있는 더 비틀즈 스토리 박물관에 전시되어 있다.

## 명칭 논란
2006년 7월, 리버풀 시의회는 리버풀의 노예 무역과의 연관성 때문에 특정 거리의 이름을 바꾸는 것을 논의했다. 처음에는 이 거리가 18세기 리버풀 노예 무역상 제임스 페니의 이름을 따서 명명되었다고 믿었다. 관계자들은 페니 레인은 일반적으로 노예 무역보다는 비틀즈 노래와 연관되는 것으로 받아들여지기 때문에 제안에서 페니 레인을 제외하도록 수정할 것이라고 말했다.
국제적인 Black Lives Matter 운동의 일환으로 진행된 2020년 6월 조지 플로이드 시위 이후, 페니 레인의 도로 표지판이 훼손되었다. 이후 시의 국제 노예 박물관이 확인한 연구 결과, 그 이름이 노예 무역과 관련이 있다는 역사적 증거는 발견되지 않았다.